# Securidaca schlechtendaliana
Securidaca schlechtendaliana är en jungfrulinsväxtart som beskrevs av Wilhelm Gerhard Walpers. Securidaca schlechtendaliana ingår i släktet Securidaca och familjen jungfrulinsväxter. Inga underarter finns listade i Catalogue of Life.